# Congothemis
Genre
Congothemis est un genre de la famille des Libellulidae appartenant au sous-ordre des anisoptères dans l'ordre des odonates. Il ne comprend qu'une seule espèce : Congothemis longistyla. 

## Espèce du genreCongothemis
- Congothemis longistyla Fraser, 1953